# Abasgues
Els abasgues o abascis (en llatí abacsi o abasgi, en grec antic Ἁβασκοί, Ἀβασγοί) eren un poble escita que vivia al nord de la Còlquida, als confins de Sarmàcia, on de vegades se'ls inclou.
Procedien del Caucas de l'època clàssica, antecedent dels abkhazis. Adoraven els arbres i els boscos. Els reis agafaven els nois més macos i els convertien en eunucs, que venien a Constantinoble, però aquest costum es va suspendre, al menys temporalment, al segle VI per influència dels romans d'Orient, quan es van fer nominalment cristians en temps de Justinià I. El comerç d'esclaus en aquest territori ja està testificat per Heròdot, que diu que era habitual en el seu temps.